# Oral Fixation Tour
Az Oral Fixation Tour (a spanyol nyelvű országokban: Tour Fijación Oral) Shakira koncertturnéja, amely 2006. június 14-én Zaragozában kezdődött és 2007. július 9-én ért véget a törökországi Isztambul-ban. Az énekesnő legutóbbi dupla albumát (Fijación Oral Vol. 1 és az Oral Fixation Vol. 2) népszerűsítve indult körútjára. Az új album dalai mellett elénekelte legnépszerűbb slágereit is. 2006-ban a 15. legnépszerűbb turné volt (annak ellenére, hogy csak az év második felében kezdődött el), több mint 38 millió dollár bevétellel. A turné összesen 85 millió dollár bevételt hozott. Shakira 2007. március 5-én fellépett a Papp László Budapest Sportarénában is. A 2007. május 27-i, mexikói, ingyenes koncertjére több, mint 200 ezer néző látogatott el, megdöntve ezzel a legnézettebb mexikói koncert rekordját.

## Története
A turné első európai szakasza 2006. június 14-én indult a spanyolországi Zaragozából. Shakira további 10 spanyol városban is fellépett, emellett 4 koncertet adott Kelet-Európában, Horvátországban, Romániában, Görögországban és Oroszországban.
Az észak-amerikai szakasz 2006. augusztus 9-én, El Pasoban kezdődött, majd bejárta az egész USA-t, érintve Kanadát is.
2006. szeptember 30-án elkezdődött a latin-amerikai szakasz, kezdve 8 telt házas koncerttel Mexikóváros legnagyobb fedett sportlétesítményében, a Sportpalotában. Mielőtt befejezte volna a dél-amerikai turnét, Shakira visszatért Miamiba december 6-án, hogy újabb 3 koncertet adjon az Americain Airlines Arena-ban, ahol a turné felvételeit forgatták.
A második európai szakasz 2007. január 25-én Hamburgból indult útra, ahol Shakira 9 másik német városban adott koncertet. A turné 100. koncertje a londoni, a Wembley Arena-ban volt, március 18-án.
A február 19-i müncheni showt élő, webkamerás közvetítésben nézhették a rajongók otthonról.
Shakira március 27-én Dubaj-ban telt házas koncertet adott 25 ezer ember előtt. Ez volt az első közel-keleti koncertje.
Shakira Mumbaiban, március 25-én lépett fel. Közel 20 ezer embert volt kíváncsi a koncertre. Michael Jackson koncertje után, ez volt az eddigi legdrágább és leglátogatottabb nemzetközi koncert Indiában.
Március 3-án, Shakira a Gízai piramisok között adott koncertet Egyiptomban több mint 100 ezer embernek.
2007 áprilisáig több, mint 2 millió ember látogatott el a koncertekre.
2007 májusában Shakira visszatért Mexikóba. 60 ezer rajongó előtt adott koncertet március 13-án. A koncertre elment a mexikói elnök, Felipe Calderón, aki a feleségét és lányát is magával vitte. Ez volt Shakira kilencedik koncertje a mexikói fővárosban az Oral Fixation Tour-ral. Tizedik fővárosi koncertje Mexikóváros legnagyobb terén, a Zócalón volt, ezt a helyi kormány fizette, és ingyenes volt. Több mint 200 ezer ember ment el, hogy megnézze a koncertet, ezzel Shakira megdöntötte a koncertlátogatási rekordot Mexikóban.
Miután 4 dalt előadott a Live Earth-ön (többek között a Dia Especial-t Gustavo Cerati-val), Cerati ismét csatlakozott Shakirához a turné utolsó koncertjére, Isztambulban, július 9-én.

## DVD kiadás
A 2006 decemberi, Miamiban adott koncertről felvétel készült, a DVD 2007 novemberében jelent meg Oral Fixation Tour címmel. A lemez mellé egy extra CD-t is adtak, valamint a felvétel Blu-Ray lemezen is megjelent.

### Dalok listája
1. Intro/ Estoy Aqui
2. Te Dejo Madrid
3. Don't Bother
4. Antologia
5. Hey You
6. Inevitable
7. Si Te Vas
8. La Tortura (közreműködik Alejandro Sanz)
9. No
10. Whenever, Wherever
11. La Pared
12. Underneath Your Clothes
13. Pies Descalzos
14. Ciega, Sordomuda
15. Ojos Asi
16. Hips Don't Lie (közreműködik Wyclef Jean)

### Bónuszvideók
1. Obtener Un Si (Live)
2. La Pared (Live)
3. Las De La Intuicion

### Bónusz CD
1. Intro / Estoy Aqui
2. Don't Bother
3. Inevitable
4. La Pared
5. Hips Don't Lie

### Extrák
1. Pies Descalzos/Barefoot (doku.)
2. Around the World in 397 days (doku.)

## Turné dátumok
| Európa               |                                      |                         |                                         |
| 2006. június 14.     | Zaragoza                             | Spanyolország           | Feria De Muestras                       |
| 2006. június 16.     | A Coruña                             | Spanyolország           | Instituto Municipal Coruña Espectáculos |
| 2006. június 18.     | Gijón                                | Spanyolország           | Hipódromo de Las Mestas                 |
| 2006. június 20.     | León                                 | Spanyolország           | Campo de Fútbol Antonio Amilivia        |
| 2006. június 22.     | Madrid                               | Spanyolország           | Plaza de Toros de Las Ventas            |
| 2006. június 23.     | Madrid                               | Spanyolország           | Plaza de Toros de Las Ventas            |
| 2006. június 25.     | Pamplona                             | Spanyolország           | Plaza de Toros de Pamplona              |
| 2006. június 28.     | Barcelona                            | Spanyolország           | Palau Sant Jordi                        |
| 2006. június 30.     | Málaga                               | Spanyolország           | Estadio La Rosaleda                     |
| 2006. július 1.      | Elche                                | Spanyolország           | Estadio Manuel Martínez Valero          |
| 2006. július 3.      | Las Palmas de Gran Canaria           | Spanyolország           | Estadio de Gran Canaria                 |
| 2006. július 5.      | Santa Cruz de Tenerife               | Spanyolország           | Estadio Heliodoro Rodríguez López       |
| 2006. július 14.     | Zágráb                               | Horvátország            | Maksimir Stadium                        |
| 2006. július 17.     | Temesvár                             | Románia                 | Stadionul Dan Păltinişanu               |
| 2006. július 20.     | Athén                                | Görögország             | Olympic Stadium                         |
| 2006. július 22.     | Moszkva                              | Oroszország             | Red Summer Festival                     |
| Észak-Amerika        |                                      |                         |                                         |
| 2006. augusztus 9.   | El Paso                              | Egyesült Államok        | Don Haskins Center                      |
| 2006. augusztus 11.  | Phoenix                              | Egyesült Államok        | US Airways Center                       |
| 2006. augusztus 12.  | Las Vegas                            | Egyesült Államok        | Mandalay Bay Events Center              |
| 2006. augusztus 15.  | Los Angeles                          | Egyesült Államok        | Staples Center                          |
| 2006. augusztus 16.  | San Diego                            | Egyesült Államok        | San Diego Sports Arena                  |
| 2006. augusztus 18.  | Anaheim                              | Egyesült Államok        | Honda Center                            |
| 2006. augusztus 19.  | San José                             | Egyesült Államok        | HP Pavilion at San Jose                 |
| 2006. augusztus 21.  | San José                             | Egyesült Államok        | HP Pavilion at San Jose                 |
| 2006. augusztus 25.  | Chicago                              | Egyesült Államok        | United Center                           |
| 2006. augusztus 27.  | Toronto                              | Kanada                  | Air Canada Centre                       |
| 2006. augusztus 29.  | Washington, D.C.                     | Egyesült Államok        | Verizon Center                          |
| 2006. szeptember 1.  | Atlantic City                        | Egyesült Államok        | Mark G. Etess Arena                     |
| 2006. szeptember 2.  | Atlantic City                        | Egyesült Államok        | Mark G. Etess Arena                     |
| 2006. szeptember 4.  | Uncasville                           | Egyesült Államok        | Mohegan Sun Arena                       |
| 2006. szeptember 5.  | Boston                               | Egyesült Államok        | TD Banknorth Garden                     |
| 2006. szeptember 7.  | New York                             | Egyesült Államok        | Madison Square Garden                   |
| 2006. szeptember 8.  | New York                             | Egyesült Államok        | Madison Square Garden                   |
| 2006. szeptember 12. | Atlanta                              | Egyesült Államok        | Philips Arena                           |
| 2006. szeptember 13. | Orlando                              | Egyesült Államok        | TD Waterhouse Centre                    |
| 2006. szeptember 15. | Miami                                | Egyesült Államok        | American Airlines Arena                 |
| 2006. szeptember 16. | Miami                                | Egyesült Államok        | American Airlines Arena                 |
| 2006. szeptember 19. | Houston                              | Egyesült Államok        | Toyota Center                           |
| 2006. szeptember 20. | Corpus Christi                       | Egyesült Államok        | American Bank Center                    |
| 2006. szeptember 22. | San Antonio                          | Egyesült Államok        | AT&T Center                             |
| 2006. szeptember 23. | Dallas                               | Egyesült Államok        | American Airlines Center                |
| 2006. szeptember 25. | Hidalgo                              | Egyesült Államok        | Dodge Arena                             |
| 2006. szeptember 26. | Hidalgo                              | Egyesült Államok        | Dodge Arena                             |
| 2006. szeptember 30. | Mexikóváros                          | Mexikó                  | Sportpalota                             |
| 2006. október 1.     | Mexikóváros                          | Mexikó                  | Sportpalota                             |
| 2006. október 3.     | Mexikóváros                          | Mexikó                  | Sportpalota                             |
| 2006. október 4.     | Mexikóváros                          | Mexikó                  | Sportpalota                             |
| 2006. október 7.     | Mexikóváros                          | Mexikó                  | Sportpalota                             |
| 2006. október 8.     | Mexikóváros                          | Mexikó                  | Sportpalota                             |
| 2006. október 10.    | Mexikóváros                          | Mexikó                  | Sportpalota                             |
| 2006. október 11.    | Mexikóváros                          | Mexikó                  | Sportpalota                             |
| 2006. október 13.    | Monterrey (San Nicolás de los Garza) | Mexikó                  | Estadio Universitario                   |
| 2006. október 15.    | Guadalajara                          | Mexikó                  | Arena VFG                               |
| 2006. november 4.    | Guatemalaváros                       | Guatemala               | Estadio Mateo Flores                    |
| 2006. november 6.    | San Salvador                         | El Salvador             | Estadio Jorge „Mágico” González         |
| 2006. november 9.    | Panamaváros                          | Panama                  | Figali Convention Center                |
| Dél-Amerika          |                                      |                         |                                         |
| 2006. november 11.   | Caracas                              | Venezuela               | Aeropuerto La Carlota                   |
| 2006. november 15.   | Barranquilla                         | Kolumbia                | Estadio Metropolitano                   |
| 2006. november 17.   | Bogotá                               | Kolumbia                | Simón Bolívar Park                      |
| 2006. november 19.   | Cali                                 | Kolumbia                | Estadio Olímpico Pascual Guerrero       |
| 2006. november 21.   | Santiago                             | Chile                   | Arena Santiago                          |
| 2006. november 22.   | Santiago                             | Chile                   | Estadio Nacional                        |
| 2006. november 24.   | Buenos Aires                         | Argentína               | Estadio Vélez Sársfield                 |
| 2006. november 25.   | Buenos Aires                         | Argentína               | Estadio Vélez Sársfield                 |
| 2006. november 28.   | Lima                                 | Peru                    | Jockey Club del Perú                    |
| 2006. november 30.   | Guayaquil                            | Ecuador                 | Estadio Modelo Alberto Spencer Herrera  |
| 2006. december 2.    | Quito                                | Ecuador                 | Coliseo General Rumiñahui               |
| Észak-Amerika        |                                      |                         |                                         |
| 2006. december 7.    | Miami                                | Egyesült Államok        | American Airlines Arena                 |
| 2006. december 8.    | Miami                                | Egyesült Államok        | American Airlines Arena                 |
| 2006. december 9.    | Miami                                | Egyesült Államok        | American Airlines Arena                 |
| 2006. december 13.   | San Juan                             | Puerto Rico             | José Miguel Agrelot Coliseum            |
| 2006. december 15.   | San Juan                             | Puerto Rico             | José Miguel Agrelot Coliseum            |
| 2006. december 16.   | San Juan                             | Puerto Rico             | José Miguel Agrelot Coliseum            |
| 2006. december 19.   | Santo Domingo                        | Dominikai Köztársaság   | Estadio Félix Sánchez                   |
| Európa               |                                      |                         |                                         |
| 2007. január 25.     | Hamburg                              | Németország             | Color Line Arena                        |
| 2007. január 26.     | Berlin                               | Németország             | Max-Schmeling-Halle                     |
| 2007. január 28.     | Antwerpen                            | Belgium                 | Sportpaleis                             |
| 2007. január 31.     | Hannover                             | Németország             | TUI Arena                               |
| 2007. február 1.     | Mannheim                             | Németország             | SAP Arena                               |
| 2007. február 16.    | Párizs                               | Franciaország           | Palais Omnisports de Paris-Bercy        |
| 2007. február 18.    | München                              | Németország             | Olympiahalle                            |
| 2007. február 19.    | München                              | Németország             | Olympiahalle                            |
| 2007. február 21.    | Zürich                               | Svájc                   | Hallenstadion                           |
| 2007. február 22.    | Zürich                               | Svájc                   | Hallenstadion                           |
| 2007. február 25.    | Stuttgart                            | Németország             | Schleyerhalle                           |
| 2007. február 27.    | Milánó                               | Olaszország             | Datch Forum                             |
| 2007. március 2.     | Lipcse                               | Németország             | Leipzig Arena                           |
| 2007. március 3.     | Prága                                | Csehország              | Sazka Arena                             |
| 2007. március 5.     | Budapest                             | Magyarország            | Papp László Budapest Sportaréna         |
| 2007. március 6.     | Bécs                                 | Ausztria                | Wiener Stadthalle                       |
| 2007. március 9.     | Aalborg                              | Dánia                   | Gigantium                               |
| 2007. március 11.    | Oslo                                 | Norvégia                | Oslo Spektrum                           |
| 2007. március 12.    | Stockholm                            | Svédország              | Stockholm Globe Arena                   |
| 2007. március 14.    | Helsinki                             | Finnország              | Hartwall Areena                         |
| 2007. március 17.    | Arnhem                               | Hollandia               | Gelredome                               |
| 2007. március 18.    | London                               | Egyesült Királyság      | Wembley Arena                           |
| 2007. március 21.    | Oberhausen                           | Németország             | König Pilsener Arena                    |
| Ázsia                |                                      |                         |                                         |
| 2007. március 23.    | Dubai                                | Egyesült Arab Emírségek | Dubai Autodrome                         |
| 2007. március 25.    | Mumbai                               | India                   | MMRDA Grounds                           |
| Afrika               |                                      |                         |                                         |
| 2007. március 28.    | Kairó                                | Egyiptom                | Gízai piramisok                         |
| Európa               |                                      |                         |                                         |
| 2007. március 30.    | Granada                              | Spanyolország           | Plaza de Toros                          |
| 2007. március 31.    | Torrevieja                           | Spanyolország           | Parque Antonio Soria                    |
| 2007. április 2.     | Santander                            | Spanyolország           | Coliseo de Santander                    |
| 2007. április 4.     | Lisszabon                            | Portugália              | Pavilhão Atlântico                      |
| 2007. április 8.     | Köln                                 | Németország             | Kölnarena                               |
| Észak-Amerika        |                                      |                         |                                         |
| 2007. május 9.       | Culiacán                             | Mexikó                  | Estadio General Ángel Flores            |
| 2007. május 11.      | Aguascalientes                       | Mexikó                  | Estadio Victoria                        |
| 2007. május 13.      | Mexikóváros                          | Mexikó                  | Foro Sol                                |
| 2007. május 16.      | Querétaro                            | Mexikó                  | Estadio Corregidora                     |
| 2007. május 18.      | Veracruz                             | Mexikó                  | Estadio Luis de la Fuente               |
| 2007. május 20.      | Puebla                               | Mexikó                  | Fundación Universidad de las Américas   |
| 2007. május 23.      | Chihuahua                            | Mexikó                  | Estadio Universidad de Chihuahua        |
| 2007. május 24.      | Torreón                              | Mexikó                  | Estadio Revolución                      |
| 2007. május 26.      | San Luis Potosí                      | Mexikó                  | Estadio Alfonso Lastras Ramírez         |
| 2007. május 27.      | Mexikóváros                          | Mexikó                  | Zócalo                                  |
| 2007. május 30.      | Monterrey                            | Mexikó                  | Auditorio Coca-Cola                     |
| Európa               |                                      |                         |                                         |
| 2007. július 9.      | Isztambul                            | Törökország             | Kuruçeşme Arena                         |

## Fordítás
- Ez a szócikk részben vagy egészben  az   Oral Fixation Tour című angol Wikipédia-szócikk fordításán alapul.  Az eredeti cikk szerkesztőit annak laptörténete sorolja fel. Ez a jelzés csupán a megfogalmazás eredetét és a szerzői jogokat jelzi, nem szolgál a cikkben szereplő információk forrásmegjelöléseként.